# Flavia Altomonte
Flavia Altomonte (Reggio Calabria, 24 gennaio 1991) è una doppiatrice italiana.

## Biografia
Ha studiato danza dai 9 ai 14 anni e poi recitazione dall'età di 14 anni al Teatro Primo di Reggio Calabria sul metodo Stanislavskij-Strasberg. Nel 2013 viene selezionata da Giorgio Albertazzi per un laboratorio su Shakespeare al Teatro Francesco Cilea. Dopo la laurea in Comunicazione all'Università di Ferrara e la magistrale in Filologia moderna all'Università di Bologna con una tesi in regia teatrale con Claudio Longhi e Gerardo Guccini, abbandona la cattedra di insegnante e l'attività di critica teatrale per dedicarsi pienamente al doppiaggio. Si specializza nel doppiaggio nel 2017 presso l'Accademia del doppiaggio con Christian Iansante, Roberto Pedicini, Giorgio Borghetti, Franco Mannella, e dizione con Paolo Bufalino. Inizia a lavorare sin da subito come doppiatrice e come speaker per spot televisivi. Tra le altre passioni le piace scrivere sia in prosa e in poesia. 
Ha doppiato attrici come Clara McGregor (figlia di Ewan McGregor), Taylor Richardson, Lauren LaVera, Esther Garrel, Caitlin Stasey, Rebecca Dayan. 
È la voce ufficiale della campagna 2024 Vinted e di spot nazionali come Cebion, Eumill, Clinique.   

## Doppiaggio[2]

### Film
- Lauren LaVera in The Well
- Esther Garrel ne Il grande carro
- Stella Maxwell in J.T. Leroy[4]
- Sarah Yarkin in Not Okay
- Molly Beth Thomas in CODA - I segni del cuore[5]
- Geneviève Galée in Les Carabiniers
- Mayumi Roller in Muti - The Ritual Killer[6]
- Nancy De Mayo in The Underdoggs

### Serie televisive
- Nassima Benchicou (Jacinta) in The Walking Dead: Daryl Dixon
- Rebecca Dayan in American Horror Story: Double Feature
- Caitlin Stasey in Mayans M.C.
- Clara McGregor in American Horror Story: NYC
- Taylor Richardson in American Horror Story: Delicate
- Brooke Bloom in Kindred
- Jessica Camacho in Bosch: Legacy[7]
- Rebecca Liddiard in Fargo
- Amy Dolan in Mr. Selfridge
- Gina Bramhill in Mr. Selfridge
- Nancy De Mayo in Ecco a voi i Chippendales
- Kim Hye-sun in Crazy Love[8]
- Park Ye-Ni in Snowdrop
- Christine Horn in Snowfall
- Anna Rizzo in FBI: Most Wanted
- Ruby Jay in FBI: International
- Ellie Keady in Full Monty - La serie
- Melonie Diaz in American Horror Stories

### Animazione
- Saku in Star Wars: Visions[9][10]
- Cronista Wild Race in Appare-ranman![11][12]

### Videogiochi
- Layla Gray in Fast&Furious: Spy Racer of Sh1ft3r[13].

### Documentari
- Faith Rodgers in Surviving R. Kelly

### Audiolibri
- Raith in Sandman: Atto III di Neil Gaiman 2022 [1991], New York: DC Comics, ISBN 1-4012-0089-3[14].
- Giulia Carcasi, Perché si dice addio 2018 [2012], Feltrinelli ISBN 9788858850664[15].

### Spot nazionali
- Kiehl's di L'Oréal
- Coca-Cola
- Colgate Max White Ultra
- Vinted (2024)